# Fehértorkú gyurgyalag
A fehértorkú gyurgyalag (Merops albicollis) a madarak osztályának a szalakótaalakúak (Coraciiformes) rendjéhez, ezen belül a gyurgyalagfélék (Meropidae) családjához tartozó faj.

## Rendszerezése
A fajt Louis Pierre Vieillot francia ornitológus írta le 1817-ben.

## Előfordulása
Afrikában a Szaharától délre, egy keskeny sávban költ. Telelni Nyugat- és Közép-Afrikába vonul.
A természetes élőhelye szubtrópusi és trópusi síkvidéki esőerdők, mangroveerdők, szavannák, cserjések és sivatagok, valamint szántóföldek, ültetvények és vidéki kertek.

## Megjelenése
Testhossza 20 centiméter, testtömege 20–32 gramm. Fehér szemöldöksávja és torka, fekete szemsávja és torokörve, valamint világos begye van. Keskeny szárnnyal és két megnyúlt faroktollal rendelkezik.
|  |  |  |

## Életmódja
Rovarokkal táplálkozik, főleg méhekkel, darazsakkal és hangyákkal.

## Szaporodása
Telepesen fészkel. Homokfalba vájt költőkamrába rakja 6–7 fehér tojását.

## Természetvédelmi helyzete
Az elterjedési területe rendkívül nagy, egyedszáma pedig stabil. A Természetvédelmi Világszövetség Vörös listáján nem fenyegetett fajként szerepel.